# Rainer Büttner
Rainer Büttner (* 5. Mai 1945; † 7. Juni 2017) war ein deutscher Synchronsprecher und Schauspieler.

## Leben
Als Synchronsprecher war Büttner in zahlreichen Filmen, unter anderem Rocco – der Mann mit den zwei Gesichtern, und Fernsehserien, unter anderem Bezirksverwaltung der „K“ Prag und Die Rückkehr der Märchenbraut zu hören. Im Animationsbereich sprach er unter anderem in Chip und Chap – Die Ritter des Rechts und Kickers. Als Schauspieler wirkte er unter anderem zwischen 1968 und 1973 in drei Folgen der Fernsehspiel-Reihe Der Staatsanwalt hat das Wort mit.

## Synchronarbeiten (Auswahl)

### Filme
- 1972: Pierre Guéant in Wolfsziegel … als Tirette
- 1973: Jaroslav Satoransky in Rafan … als Martin
- 1978: Valeriano Vallone in Theresa, die Diebin … als Sisto
- 1979: Karel Augusta in Auf der Spur des Wilderers … als Ungeler (1. Synchronfassung)
- 1979: Welko Kanew in Zweimal Pfiffikus … als Petko
- 1980: Mieczyslaw Stoor in Die Kreuzritter … als Hlawa, Zbyzkos Knappe (2. Synchronfassung)
- 1980: Dharmendra Deol in Ali Baba und die 40 Räuber … als Ali Baba
- 1980: Aleksandr Potapov in Flug durchs Feuer … als Anatoliy
- 1982: Vítězslav Jandák in Hinter dem Dornenstrauch … als Šimek (1. Synchronfassung)
- 1984: Enzo Garinei in Verwirrungen des Sommers … als Balestrazzi
- 1984: Sergei Parshin in Und dann kam Bumbo … als Raul
- 1985: Víctor Israel in Rocco – der Mann mit den zwei Gesichtern … als Totengräber (2. Synchronfassung)
- 1985: Bronislaw Wroclawski in Die Retourkutsche … als Edek Sztyc
- 1986: Scott Marlowe in Reise in die Angst … als Jose Galindo
- 1987: Carl Harbord in Sherlock Holmes: Jagd auf Spieldosen … als Inspektor Hopkins (3. Synchronfassung)
- 1987: Franco Fantasia in Der Sohn des roten Korsaren … als Captain Volan
- 1987: Sam Karmann in Höllenzug … als Duval
- 1987: Aleksandr Bondarenko in Asa, die Zigeunerin … als Pylyp
- 1987: Kouzou Shioya in Kickers: Unsere Legende … als Thomas
- 1988: Ted Neeley in Die blonde Leidenschaft … als Wesley
- 1988: Amado Del Pino in Clandestinos – Gefährliches Leben … als Dicker
- 1989: Horace Murphy in Mord in der Hochzeitsnacht … als Sheriff
- 1989: Raymond Jourdan in Der Mann mit dem Buick … als Doktor Bernard
- 1989: Julian Holloway in Heinrichs Bettgeschichten oder Wie der Knoblauch nach England kam … als Sir Thomas
- 1989: Richard Pryor in Samstagnacht im Viertel der Schwarzen … als Sharp Eye Washington
- 1990: Conor McDermottroe in Quigley der Australier … als Hobb
- 1991: Jacques Dynamin in Karambolage … als Macheron
- 1991: Michel Serrault in À tout casser … als Morelli
- 1991: Ken Sansom in Im Zauberland der Gallavants … als Thunk / Erzähler
- 1991: Angelo Infanti in Der Assisi Untergrund … als Giorgio Kropf
- 1992: M. Emmet Walsh in Der 25 Millionen Dollar Preis … als Art
- 1992: José Fernandes in Die Dämonen des Dschungels … als Libânio
- 1993: James Parnell in Gun Fight – Duell in Mexiko … als Moose McLain
- 1993: Nick Vallelonga in Deadfall … als Patsy
- 1993: Eddie Mekka in Mörderische Hitze … als Barbaro
- 1993: Richard Riehle in Perry Mason und der Kuss des Todes … als Mort Aberdine
- 1995: Jean-Claude Martin in Der Filou … als Henri
- 1995: Carlo Verdone in Wolf! Wolf! … als Georgio
- 1997: Frank Gerrish in Address unknown … als Cliff Martin

### Serien
- 1982–1986: Jiří Krampol in Bezirksverwaltung der „K“ Prag … als Libor Krajíček (2. Stimme)
- 1982: Hubert Rees in Der Hund von Baskerville … als Inspektor Lestrade
- 1982: Soon-Tek Oh in Marco Polo … als Wang Zhu
- 1983: Hiroshi Arikawa in Die Rache des Samurai … als Jûdayû Kamiya
- 1985: Robin Soans in Wettlauf zum Pol … als Atkinson
- 1987: Peter Chin in Die Abenteurer … als Li
- 1988: Takeshi Aono in Die geheimnisvollen Städte des Goldes … als Sancho
- 1989: Henry Salter in Verbannt in die Hölle … als Wärter Troke
- 1989–1990: Peter Cullen in Chip und Chap – Die Ritter des Rechts … als Officer Muldoon
- 1990–1991: Joe Warren in Wagen 54, bitte melden … als Officer Joe Steinmetz
- 1992: Kouzou Shioya in Kickers … als Thomas
- 1991–1992: Alan Oppenheimer in James Bond Jr. … als Chamäleon
- 1991–1994: Václav Štekl in Die Rückkehr der Märchenbraut … als Onkel Pompo
- 1992–1993: Frank Welker in Die Sechs-Millionen-Dollar-Familie … als Mechanic
- 1993: Donovan Scott in Alaska Kid … als Shorty
- 1993: Masaharu Satô in Missis Jo und ihre fröhliche Familie … als Professor Farth
- 1994–1995: Nobuyuki Furuta in Schneewittchen … als Woody
- 1996–1997: Louis Mustillo in High Incident – Die Cops von El Camino … als Russell Topps

## Hörspiele (Auswahl)
- 1979: Brüder Grimm: König Drosselbart (Graf, Schiffer) – Regie: Heiner Möbius (Kinderhörspiel – Litera)
- 1980: Volksbuch: Fortunatus’ Glückssäckel oder die Kunst, reich zu sein (Knecht) – Regie: Andreas Scheinert (Hörspiel – Litera)
- 1990: Dylan Thomas: Unter dem Milchwald – Regie: Fritz Göhler (Original-Hörspiel – Rundfunk der DDR)